# 彭祖意
彭祖意（1948年12月—），男，瑶族，广西恭城人，中华人民共和国政治人物。广西民族学院政治系毕业，中共中央党校经济管理专业在职研究生学历，高级政工师。

## 生平
1974年加入中国共产党。历任广西龙胜各族自治县县委书记，百色地委委员、组织部部长、行署副专员，自治区林业厅副厅长、厅长，中共梧州（后更名贺州）地委书记，柳州地委书记等职。2002年1月获任中共广西壮族自治区党委常委、政法委书记，2008年3月当选第十一届全国人大常委会委员、全国人大民族委员会委员。